# Bragayrac
Bragayrac (em occitano:  Bragairac) é uma comuna francesa na região administrativa da Occitânia, no departamento do Alto Garona. Estende-se por uma área de 8.25 km², com 328 habitantes, segundo o censo de 2018, com uma densidade de 40 hab/km².